# 클라우디오 피사로
클라우디오 미겔 피사로 보시오(스페인어: Claudio Miguel Pizarro Bosio, 1978년 10월 3일, 페루 카야오 ~ )는 페루의 전 축구 선수로, 포지션은 스트라이커이다. 피사로는 아내 카를라 (Karla) 와의 사이에 두 명의 아들과 한 명의 딸을 두고 있으며, 피사로의 남동생 디에고 피사로는 바이에른 뮌헨 유스에서 뛰다가 2009년 페루리그로 이적하였다.

## 클럽 경력
피사로는 1996년 페루의 데포르티보 파스케로에서 선수 생활을 시작해 1998년에는 페루 내에서 강호로 뽑히는 알리안사 리마로 이적하였다. 이 팀에서 두 시즌 동안 팀의 주축으로 활약해 독일 베르더 브레멘으로 이적하였다. 1999-2000 시즌에는 26경기에서 10골을 기록해 좋은 성적을 기록했고, 2000-01 시즌 초반에는 부진에 허덕였지만, 시즌 후반에 뛰어난 활약을 펼쳐 19골을 넣음에 따라 분데스리가 2000-01 시즌 득점 순위 3위에 올랐다.

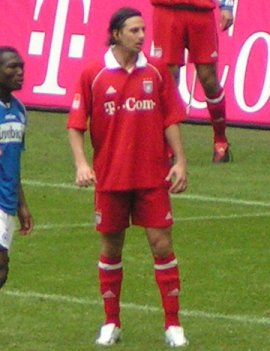
바이에른에서의 피사로.

피사로는 이 활약을 통해 바이에른 뮌헨으로 이적했고, 바이에른 뮌헨으로 이적한 후에도 다섯 시즌 연속으로 두 자리수 득점을 성공시켜, 클럽의 선전에 공헌하였다.
2007년에는 프리미어리그로 첼시로 이적해 개막전에서 골을 터뜨렸으나, 감독 교체와 니콜라 아넬카의 이적으로 인해 출장 기회가 감소했고, 자연히 주전 자리에서 밀리게 되었다. 프리미어리그 08-09 시즌 개막 불과 하루 전에 베르더 브레멘으로 임대 이적되어 분데스리가로 복귀하게 되었고, 2009년 8월 18일 베르더 브레멘으로 완전이적하였다. 이후 3시즌간 베르더 브레멘의 핵심 선수로 활약하다 2012년 계약기간이 종료된 후, 다시 바이에른 뮌헨으로 이적했고, 2015년 9월 4일 다시 베르더 브레멘으로 이적했다. 
 2015-16시즌 전반기에는 주로 후반 조커로 투입되어 활약했고, 휴식기 이후 하반기부터는 꾸준히 선발 출장하며 활약했다. 2016년 3월 2일 바이어 레버쿠젠과의 경기에서 해트트릭을 기록하며 분데스리가 최고령 해트트릭 기록을 경신했으며(만 37세 4개월 24일), 2016년 4월 16일 볼프스부르크와의 30R 경기에서 베르더 브레멘 소속으로 102번째 골을 기록하면서, 기존에 마르코 보데가 가지고 있던 101골의 베르더 브레멘 분데스리가 최다 득점 기록을 경신했다. 
아울러 분데스리가 외국인선수 최다골, 분데스리가 역대 최다골 5위의 기록도 보유하고 있다.

## 국가대표 경력
페루 축구 국가대표팀에선 1999년 2월에 벌어진 에콰도르와의 경기에서 데뷔했으나, 아직 FIFA 월드컵에는 출전해 본 적이 없다.